# Брутахи
Брутахи — иудейское племя, по свидетельству Плано Карпини, обитавшее где-то в Поволжье или на Кавказе в XIII веке.
Иоанн де Плано Карпини, папский легат, посетивший двор монгольского хана Гуюка, составил список стран, завоёванных монголами. Между команами и мордвой в списке упоминаются «брутахи, которые суть иудеи». В другой части сочинения, где список приводится ещё раз, брутахи перечислены между иберами, кахетинцами и зихами. Об их внешности говорится, что «они бреют голову».

Названия земель, которые они одолели, суть следующие: Китаи, Найманы, Соланги, Кара-Китаи, или черные Китаи, Комана, Тумат, Войрат, Караниты, Гуйюр, Су-Монгал, Меркиты, Мекриты, Саригуйюр, Баскарт, то есть великая Венгрия, Кергис, Касмир, Саррацины, Бисермины, Туркоманы, Билеры, то есть великая Булгария, Корола, Комуки, Буритабет, Паросситы, Кассы, Якобиты. Аланы, или Ассы, Обезы, или Георгианы, Несториане, Армены, Кангиты, Команы, Брутахи, которые суть Иудеи, Мордвы, Турки, Хозары, Самогеды, Персы, Тарки, малая Индия, или Эфиопия, Чиркасы, Руфены, Балдах, Сарты; есть и еще много земель, но имен их мы не знаем.
Оригинальный текст (лат.)Terrarum nomina quas vicerunt sunt hæc. Kytai, Naymani, Solangi, Kara Kytai, siue nigri Kytai, Comania, Tumat, Vourat, Caraniti, Huyur, Soboal, Merkiti, Meniti, Baryhryur, Gosmit, Saraceni, Bisermini, Turcomani, Byleri
magna Bulgaria, Baschare, magna Hungaria, Kergis, Colona, Thorati, Buritabeth, Parossiti, Sassi, Iacobiti, Alani, siue Assi, Obesi siue Georgiani, Nestoriani, Armeni, Cangiti, Comani Brutachi, qui sunt Iudæi, Mordui, Torci, Gazari, Samogedi [Sidenote: Samogedi aquilonares.], Perses, Thoas, India minor siue Æthiopia, Yrchasi, Rutheni, Baldach, Sarthi: Aliæ terræ sunt plures, sed earum nomina ignoramus. Vidimus etiam viros et mulieres fere de omnibus terris supra nominatis.

С севера же к Комании, непосредственно за Руссией, Мордвинами и Билерами, то есть великой Булгарией, прилегают Баскарты, то есть великая Венгрия; за Баскартами Паросситы и Самогеды, за Самогедами те, кто, как говорят, имеет собачье лицо, на берегах Океана в пустынях. С юга же к Комании прилегают Аланы, Чиркассы, Хозары (Gazaros), Греция и Константинополь, также земля Иберов, Кахи, Брутахии, которые слывут иудеями-они бреют голову,-также земля Цикков, Георгианов и Арменов и земля Турков. А с запада прилегают Венгрия и Руссия.
Оригинальный текст (лат.)Hæc terra Comania ab Aquilone immediatè post Russiam habet Morduynos. Byleros, id est, magnam Bulgariam, Bastarcos, id est, magnam Hungariam, post Bastarcos, Parositas et Samogetas. [Sidenote: Oceanus septentrionalis.] Post Samogetas, illos, qui dicuntur habere faciem caninam in Oceani littoribus desertis. A meridie habet Alanos. Circassos, Gazaros, Græciam et Constantinopolin, ac terram Iberorum, Cathos, Brutachios, qui dicuntur esse Iudæi, caput radentes per totùm, terram quoque Cithorum atque Georgianorum et Armeniorum et Turcorum. Ab occidente autem Hungariam habet atque Russiam.

В некоторых переводах между словами «команы брутахи» не ставится запятая, то есть подразумевается соответствие брутахов и куманов (половцев-кыпчаков). В этом случае им предшествуют канглы, обитавшие к востоку от реки Яик.
Других упоминаний о брутахах в источниках нет. В силу этого оценить историческую достоверность сообщения затруднительно. В современной историографии распространена точка зрения, что под «брутахами» у Плано Карпини в действительности скрываются буртасы — хорошо известный средневековым источникам народ, живший на Средней Волге. В этом случае указание на их иудаизм выглядит сомнительным, поскольку более нигде не отмечено.
Другие гипотезы связывают брутахов с остатками сохранивших иудаизм хазар, либо с предками какой-то из современных еврейских народностей: караимов, крымчаков или татов.